# Хлястик

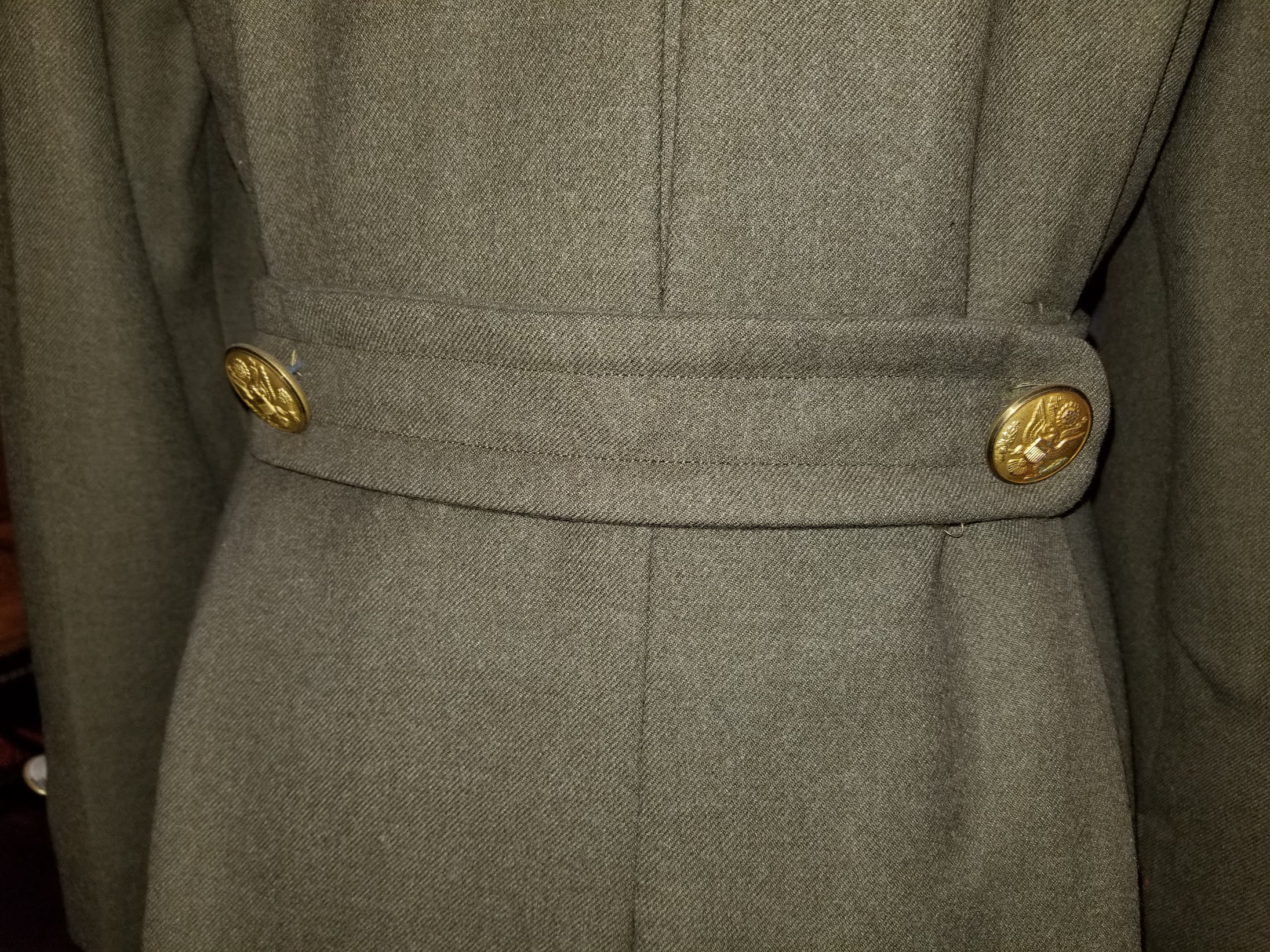
Хлястик (женская зимняя шинель армии США времён Второй мировой войны)

Хля́стик (от диалектного «хляст» — хвост) — деталь одежды, узкая полоска материи, предназначенная для стягивания частей одежды в талии, на рукавах, у воротника и т. п. Концы хлястика пришиваются или укрепляются на пуговицах, иногда хлястик состоит из двух полосок ткани, соединённых пряжкой.

## Хлястик у шинелей
Военные шинели традиционно выполнялись со складками, хлястик сзади на талии служил для обеспечения приталенного силуэта. Отстёгнутый хлястик облегчал сидение на лошади, а также позволял использовать шинель в качестве одеяла.

## Хлястик и мода
В 1951 году Кристиан Диор использовал хлястик от плеча к плечу в осенней демонстрации мод в Париже. С тех пор модельеры размещают хлястики повсюду, но обычно не на талии.

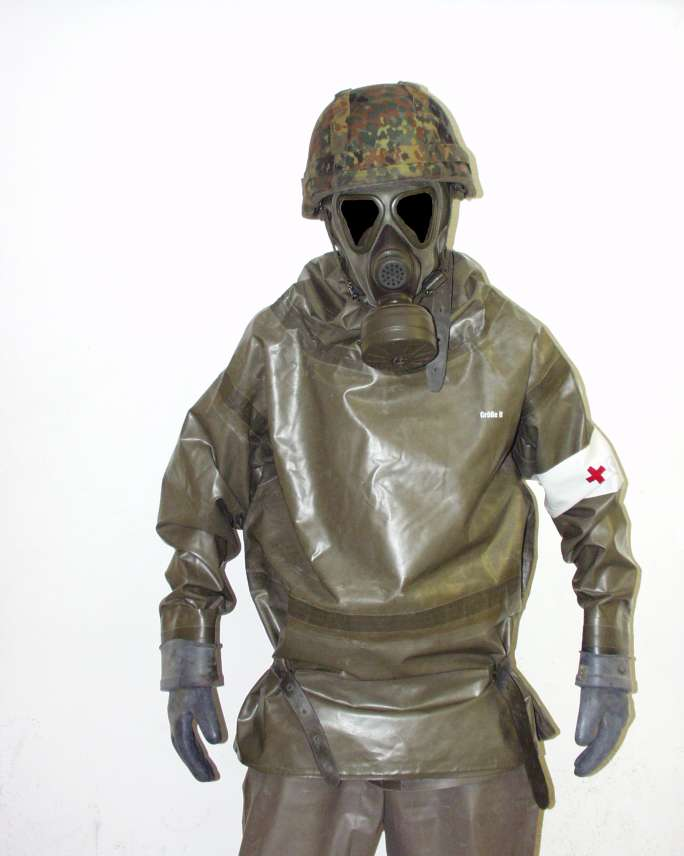
Хлястики на талии у Л-1
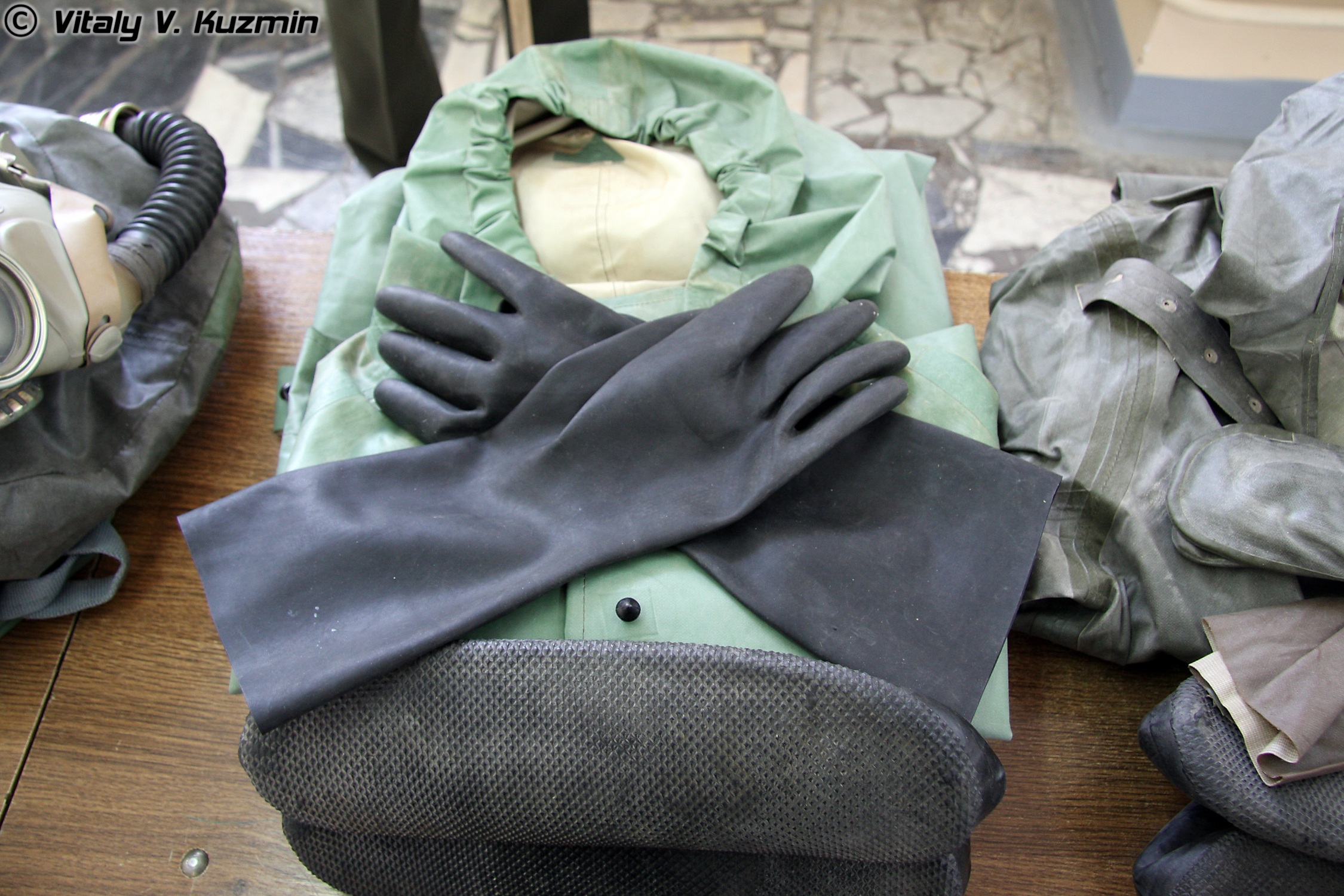
Хлястики у ОЗК застёгивается на шпеньки. Пример хлястика — полоска со светло-коричневыми отверстиями справа. Пример шпенька — чёрная точка между перчаток.